# 薩皮縣 (內布拉斯加州)
薩皮縣（英語：Sarpy County）是美国內布拉斯加州東部的一個郡，東隔密苏里河與密蘇里州相望，面積640平方公里。根據2020年美國人口普查，共有人口19萬604人。縣治帕皮利恩 （Papillion）。該縣成立於1857年2月7日，6月19日縣政府成立；縣名紀念毛皮商、軍需官彼得·A·薩皮。